# Задубье (Псковская область)
Задубье — деревня в Гдовском районе Псковской области России. Входит в состав городского поселения «Гдов» Гдовского района.
Расположена в 9 км к северу от Гдова, в 1 км от Чудского озера, на берегу впадающей в него речки Задубка.

## Население
Численность населения деревни по оценке на 2000 год составляет 18 человек, по переписи 2002 года — 20 человек.

## История
До 2005 года деревня входила в состав ныне упразднённой Гдовской волости.